# Zahra Mahmoodi
Zahra Mahmoodi (Teherán, 1990) es una futbolista afgana, antigua capitana de la selección nacional de fútbol femenina de Afganistán. Fue miembro fundadora de la selección nacional de fútbol femenina de Afganistán cuando esta se formó por primera vez en 2007 y siguió formando parte de ella hasta finales de 2013.

## Trayectoria
Mahmoodi nació en 1990 cerca de Teherán, Irán, hija de refugiados hazara que habían huido de la persecución en Afganistán en 1975. En 2000, cuando tenía nueve años, se organizó un club de fútbol femenino en su escuela, pero la administración de la escuela lo clausuró. Poco después, su padre montó un pequeño taller de fabricación de balones de fútbol; Mahmoodi trabajaba en el taller durante el día y practicaba el futbol en secreto por las noches. En 2004, el gobierno iraní prohibió a los refugiados afganos asistir a la escuela y la familia decidió regresar a Afganistán. Allí, Mahmoodi comenzó a organizar competiciones informales de fútbol femenino en Kabul.
En 2007, Mahmoodi fue reclutada por la Federación de Fútbol de Afganistán para formar parte del primer equipo nacional de fútbol femenino de Afganistán. Se convirtió en la capitana del equipo en 2010, liderando en el campeonato femenino de la Federación de Fútbol del Sur de Asia en 2010. Esa fue la primera vez que un equipo afgano competía. El equipo volvió a competir bajo su liderazgo en 2012. Mahmoodi también jugó en diferentes clubes de la ciudad de Kabul, incluido el Payam Club (2007-2010), el Kabul Club (2010-2012) y el Rabi Balkhi Club (2012-2013). Mahmoodi fue la primera entrenadora de fútbol de Afganistán y obtuvo una licencia de entrenador "C" de la AFC en 2011. Fundó y entrenó el equipo femenino sub-14 de Afganistán y fue nombrada directora del Comité de Mujeres de la Federación de Fútbol de Afganistán.
En 2013, Zahra Mahmoodi recibió un Premio Humanitario de Muhammad Ali en Louisville, Kentucky, el Premio al Principio de "Espiritualidad", que le fue otorgado por sus esfuerzos en la promoción de los derechos de las mujeres en Afganistán a través del deporte. A raíz de las amenazas de los talibanes, no regresó a Afganistán, sino que solicitó asilo en Canadá y se instaló en Toronto.
En Toronto, Mahmood comenzó a trabajar como atleta embajadora para Right to Play, una organización que busca construir comunidades a través del deporte. En junio de 2019, Mahmoodi se graduó de la Universidad de Guelph con una licenciatura en Desarrollo Internacional y recibió el premio de Estudios de Desarrollo Internacional 2019, por su contribución en el área del Desarrollo Económico y Empresarial.